# Davduospina twanella
Davduospina twanella är en insektsart som beskrevs av Davies 1988. Davduospina twanella ingår i släktet Davduospina och familjen dvärgstritar. Inga underarter finns listade i Catalogue of Life.